# Thác Bạt Ế Hòe
Thác Bạt Ế Hòe (tiếng Trung: 拓跋翳槐; bính âm: Tuòbá Yìhuái) (?-338), là một thủ lĩnh tối cáo của người Tiên Ti và là vua của nước nước Đại vào thời Ngũ Hồ thập lục quốc trong lịch sử Trung Quốc. Ông tại vị từ năm 329 đến 335 và một lần nữa từ năm 337 đến 338. Ông là con trai của Thác Bạt Úc Luật và là cháu trai của Thác Bạt Hột Na.
Khi Thác Bạt Hột Na đang là Đại vương, Thác Bạt Ế Hòe cư trú tại Hạ Lan bộ của cữu phụ Hạ Lan Ái Đầu (賀蘭藹頭). Năm 327, Thác Bạt Hột Na lệnh cho Hạ Lan Ái Đầu Thác Bạt Ế Hòe cho mình, song Hạ Lan Ái Đầu đã không làm theo, Thác Bạt Hột Na bèn liên hiệp với Vũ Văn bộ để tiến đánh Hạ Lan bộ song không thể có được chiến thắng. Năm 329, Hạ Lan Ái Đầu cùng với các tù trưởng khác cùng nhau lập Thác Bạt Ế Hòe làm Đại vương, Thác Bạt Hột Na không thể chống lại, đã đào thoát đến Vũ Văn bộ. Thác Bạt Ế Hòa phái em trai là Thác Bạt Thập Dực Kiền đến Hậu Triệu làm con tim để thỉnh hòa.
Năm 335, Thác Bạt Ế Hòe dựa vào việc cữu phụ Hạ Lan Ái Đầu bất kính nên đã giết chết, do đó các bộ lạc khác tiến hành binh biến, lúc này Thác Bạt Hột Na từ Vũ Văn bộ trở về, lại được ủng hộ lên ngôi Đại vương, Thác Bạt Ế Hòe phải chạy trốn đến Hậu Triệu, được Hậu Triệu ủng hộ. Năm 337, Thác Bạt Ế Hòe được tướng Lý Mục (李穆) của Hậu Triệu bạo hộ đi đến kinh thành Đại Ninh (大寧, nay thuộc Trương Gia Khẩu, Hà Bắc) của Đại, các thuộc hạ cũ của Thác Bạt Ế Hòe lần lượt quy phục, Thác Bạt Hột Na do vậy lại phải chạy đến Tiền Yên. Sau đó Thác Bạt Ế Hòe lại cho xây Thịnh Lạc (盛樂, nay thuộc Horinger, Nội Mông để làm thủ đô.
Năm 338, Thác Bạt Ế Hòe qua đời, để lại di mệnh muốn Thác Bạt Thập Dực Kiền (khi đó đang ở Hậu Triệu) kế vị làm Đại vương. Thác Bạt Ế Hòe là một trong các tổ tiên của Thác Bạt Khuê, sau khi Thác Bạt Khuê xưng đế, trở thành Bắc Ngụy Đạo Vũ Đế, ông ta đã truy phong thụy thiệu cho Thác Bạt Ế Hòe là Liệt Hoàng đế (烈皇帝)